# حريق! (فلم 1901)
حريق! (بالإنجليزية: Fire!) هو فيلم درامي بريطاني قصير صامت من إنتاج عام 1901، أخرجه جيمس ويليامسون، ويظهر ساكني منزل في هوف يتم إنقاذهم من قبل خدمة الإطفاء المحلية. من أوائل الأفلام التي استفادت من لقطات متعددة تم تحريرها معًا لإنشاء تسلسل زمني بسرد متسلسل للاحداث، كان لهذا الفيلم تأثير كبير على صانع الفلام الأمريكي ادوين بورتر في فيلم حياة رجل إطفاء أمريكي (1903) ، والذي استعار نموذج ويليامسون السردي وطوره أكثر من خلال تقديم لقطات مقربة.

## روابط خارجية
- حريق!  في قاعدة بيانات الأفلام على الإنترنت (بالإنجليزية)